# Charles Van Doren
Charles Lincoln Van Doren (New York, 12 febbraio 1926 – Canaan, 9 aprile 2019) è stato un personaggio televisivo statunitense.
Negli anni cinquanta del XX secolo fu al centro di uno scandalo per una vittoria truccata in un famoso gioco a quiz televisivo. Egli confessò dinanzi a una commissione del Congresso americano di aver ricevuto in anticipo da parte dei produttori dello show Twenty One le risposte ai quiz che gli sarebbero stati sottoposti.
Su questo scandalo si basa il film Quiz Show, nel quale egli viene interpretato da Ralph Fiennes.

## Biografia
Nato da Mark Van Doren, famoso poeta e critico letterario, e da Dorothy Graffe, scrittrice, Charles Van Doren fu un accademico impegnato in una vasta gamma di interessi. Diplomatosi presso la High School of Music & Art, ottenne quindi un Bachelor of Arts in materie umanistiche presso il St. John's College di Annapolis (Maryland). Il suo curriculum di studi venne ampliato da un master in astrofisica ed un dottorato in letteratura inglese, entrambi presso la Columbia University. Egli si perfezionò anche presso la Cambridge University in Inghilterra.

### Stella del quiz
Twenty One non rientrava fra gli interessi di Van Doren. In un primo momento, egli avvicinò i produttori Dan Enright e Albert Freedman per chiedere di presentarsi a un altro gioco a quiz da essi prodotto. Enright e Freedman rimasero favorevolmente colpiti dallo stile garbato e dall'aspetto fotogenico di Van Doren, e ritennero che il giovane professore della Columbia University potesse prevalere sull'ormai da lungo tempo campione del quiz Twenty One, Herb Stempel, risollevando così anche gli indici di ascolto, ormai in calo per la continua presenza di Stempel.
Nel gennaio del 1957 Van Doren imbroccò una sequenza di risposte vincenti che lo portarono a vincere più di 129.000 dollari, rendendolo famoso tanto da apparire sulla copertina del settimanale Time dell'11 febbraio 1957. La sua apparizione nel gioco Twenty One terminò l'11 marzo, quando venne sconfitto da Vivienne Nearing, un'avvocata il cui marito era stato battuto da Van Doren in una puntata precedente dello stesso gioco. Dopo l'uscita da Twenty One, Van Doren firmò un contratto triennale come "corrispondente culturale" per la trasmissione Today della rete televisiva NBC; fece inoltre diverse comparsate in altri programmi della NBC e arrivò addirittura a sostituire il conduttore di Today, Dave Garroway, quando questi prese un breve periodo di ferie.

### Lo scandalo
Allorché Stempel ed altri denunciarono per truffa Van Doren, questi rigettò ogni accusa dicendo "It's silly and distressing to think that people don't have more faith in quiz shows" ("È sciocco e angoscioso pensare che la gente non abbia un po' più di fiducia nei giochi a quiz"). Tuttavia, il 2 novembre 1959, Van Doren, convocato dinanzi alla House Subcommittee on Legislative Oversight presieduta dal Democratico dell'Arkansas Oren Harris, ammise di aver ricevuto prima di andare in trasmissione le domande che gli sarebbero state poste e le relative risposte.
Io chiesi al co-produttore Albert Freedman di farmi andare avanti senza trucchi nel gioco a quiz Twenty One. Egli rispose che ciò era impossibile. Mi disse che non avrei avuto la possibilità di battere Stempel, perché questi era troppo esperto. Mi ha anche detto che lo show era solo intrattenimento e che era una pratica comune quella di dare degli aiutini nei quiz e che tutto ciò rientrava nello show business. Tutto ciò non era vero naturalmente, ma forse io ho voluto credergli. Egli inoltre sottolineò il fatto che la mia apparizione in un programma televisivo nazionale avrebbe reso un gran servigio al mondo intellettuale, ai professori e all'istruzione in generale, aumentando, attraverso le mie prestazioni, il rispetto del pubblico per il lavoro intellettuale. In realtà, credo di aver reso un cattivo servizio a tutti loro. Sono profondamente dispiaciuto di tutto ciò, perché credo che nulla sia di più vitale importanza dell'istruzione per la nostra civiltà.»

### Conseguenze
Van Doren dovette abbandonare la programmazione della NBC e lasciò l'insegnamento presso la Columbia University. Tuttavia la vita di Van Doren dopo lo scandalo non subì gravi conseguenze; come scrisse lo storico della televisione Robert Metz nel suo libro CBS: Reflections in a Bloodshot Eye: "Fortunatamente, la nostra è una società dal facile perdono, e Van Doren si dimostrò forte di fronte alle avversità". Iniziò a lavorare presso la casa editrice Praeger Books e a scrivere libri sotto pseudonimo, in seguito lavorò per la Encyclopædia Britannica e pubblicò con il proprio nome diversi testi, tra i quali il più noto è A History of Knowledge. Insieme al filosofo Mortimer Adler scrisse Come leggere un libro.
 In seguito Van Doren rientrò nel mondo accademico come professore aggiunto presso la University of Connecticut, sezione distaccata di Torrington, Connecticut.
Dopo aver sempre evitato interviste o commenti pubblici sul tema degli scandali nei giochi a quiz, Van Doren, in una intervista del 1985 rilasciata per The Today Show – la sua unica apparizione in questo programma dopo il suo licenziamento dalla NBC nel 1959 – rispose a domande circa il cambiamento avvenuto nella sua vita a causa dello scandalo in cui fu coinvolto. Egli ritornò alla Columbia University solo due volte nei quarant'anni che seguirono alle sue dimissioni: nel 1984, quando si laureò il figlio, e nel 1999, in occasione di una riunione dei laureati della Columbia dell'anno 1959. Questi laureati si iscrissero all'università nell'anno 1955, lo stesso anno in cui Van Doren per la prima volta salì in cattedra. Durante questo incontro, Van Doren accennò allo scandalo del quiz senza nominarlo apertamente:
Il 28 luglio 2008 sulla rivista The New Yorker apparve un ricordo personale, scritto da Van Doren, in cui raccontava dettagliatamente dello scandalo e delle sue conseguenze.